# Orzeł Wałcz
Orzeł Wałcz – polski klub piłkarski z Wałcza założony w 1946 roku. W latach 1987–1989 i 1990–1997 występował w ówczesnej III lidze (ob. II liga). W sezonie 2025/2026 klub rozgrywa swoje mecze w IV lidze, gr. zachodniopomorskiej.

## Historia
Orzeł Wałcz został założony w lipcu 1946 roku. Pierwszym meczem w historii klubu była rywalizacja z Iskrą Jastrowie, która miała miejsce 18 sierpnia 1946 roku. Na III poziomie rozgrywkowym (jako Orzeł Biały Wałcz) zespół zadebiutował w sezonie 1987/1988, w którym zajął 7. miejsce. Sezon później drużyna z Wałcza spadła na jeden sezon do rozgrywek okręgowych. Po powrocie do III ligi Orzeł Biały Wałcz (od 1995 roku Intrat/Orzeł Wałcz) grał nieprzerwanie na tym szczeblu rozgrywkowym do sezonu 1996/1997, po którym spadł do IV ligi. Od sezonu 1997/1998 klub rozgrywa swoje mecze głównie na IV, V i VI poziomie rozgrywkowym.

## Bilans ligowy
Źródła:
| Sezon                       | Liga                                    | Poziom ligowy | Pozycja w tabeli | Uwagi                  |
| --------------------------- | --------------------------------------- | ------------- | ---------------- | ---------------------- |
| brak danych z lat 1946-1987 |                                         |               |                  |                        |
| Orzeł Biały Wałcz           |                                         |               |                  |                        |
| 1987/1988                   | III liga, gr. II                        | III           | 7/14             |                        |
| 1988/1989                   | III liga, gr. II                        | III           | 9/14             | spadek                 |
| 1989/1990                   | brak danych                             | IV            | brak danych      | awans                  |
| 1990/1991                   | III liga, gr. VIII (południowa)         | III           | 4/14             |                        |
| 1991/1992                   | III liga, gr. II                        | III           | 5/15             |                        |
| 1992/1993                   | III liga, gr. III                       | III           | 12/18            |                        |
| 1993/1994                   | III liga, gr. VII                       | III           | 9/20             |                        |
| 1994/1995                   | III liga, gr. VII                       | III           | 16/18            |                        |
| Intrat/Orzeł Wałcz          |                                         |               |                  |                        |
| 1995/1996                   | III liga, gr. VIII                      | III           | 2/18             |                        |
| 1996/1997                   | III liga, gr. I                         | III           | 14/18            | spadek                 |
| 1997/1998                   | IV liga, gr. Gorzów-Poznań-Piła         | IV            | 10/18            |                        |
| 1998/1999                   | IV liga, gr. Gorzów-Poznań-Piła         | IV            | 4/18             |                        |
| 1999/2000                   | IV liga, gr. Szczecin-Koszalin          | IV            | 8/18             |                        |
| 2000/2001                   | IV liga, gr. zachodniopomorska          | IV            | 11/19            |                        |
| 2001/2002                   | IV liga, gr. zachodniopomorska          | IV            | 9/20             |                        |
| 2002/2003                   | IV liga, gr. zachodniopomorska          | IV            | 15/18            | spadek                 |
| 2003/2004                   | klasa okręgowa, gr. Koszalin (południe) | V             | 7/16             |                        |
| 2004/2005                   | klasa okręgowa, gr. Koszalin (południe) | V             | 2/16             |                        |
| Orzeł Wałcz                 |                                         |               |                  |                        |
| 2005/2006                   | klasa okręgowa, gr. Koszalin (południe) | V             | 3/16             |                        |
| 2006/2007                   | klasa okręgowa, gr. Koszalin (południe) | V             | 3/16             | [ a ]                  |
| 2007/2008                   | V liga, gr. koszalińska                 | V             | 2/16             | ; awans                |
| 2008/2009                   | IV liga, gr. zachodniopomorska          | V             | 16/16            | spadek                 |
| 2009/2010                   | V liga, gr. koszalińska                 | VI            | 4/16             |                        |
| 2010/2011                   | V liga, gr. koszalińska                 | VI            | 1/16             | awans                  |
| 2011/2012                   | IV liga, gr. zachodniopomorska          | V             | 11/16            |                        |
| 2012/2013                   | IV liga, gr. zachodniopomorska          | V             | 16/16            | spadek                 |
| 2013/2014                   | liga okręgowa, gr. koszalińska          | VI            | 15/16            | spadek                 |
| 2014/2015                   | klasa okręgowa, gr. Koszalin (południe) | VII           | 2/14             | awans                  |
| 2015/2016                   | liga okręgowa, gr. koszalińska          | VI            | 11/15            |                        |
| 2016/2017                   | liga okręgowa, gr. koszalińska          | VI            | 9/16             |                        |
| 2017/2018                   | liga okręgowa, gr. koszalińska          | VI            | 1/16             | awans                  |
| 2018/2019                   | IV liga, gr. zachodniopomorska          | V             | 15/18            |                        |
| 2019/2020                   | IV liga, gr. zachodniopomorska          | V             | 8/18             | [ c ]                  |
| 2020/2021                   | IV liga, gr. zachodniopomorska          | V             | 10/21            |                        |
| 2021/2022                   | IV liga, gr. zachodniopomorska          | V             | 11/20            |                        |
| 2022/2023                   | IV liga, gr. zachodniopomorska          | V             | 13/18            |                        |
| 2023/2024                   | IV liga, gr. zachodniopomorska          | V             | 15/18            | utrzymanie po barażach |
| 2024/2025                   | IV liga, gr. zachodniopomorska          | V             | 13/18            |                        |